# Рівердейл (сезон 4)
Четвертий сезон американського телесеріалу «Рівердейл» є прямим продовженням подій третього сезону. Прем'єра першої серії відбулась 9 жовтня 2019. Телесеріал трансльований каналом The CW.